# St. Ulrich (Schlettau)

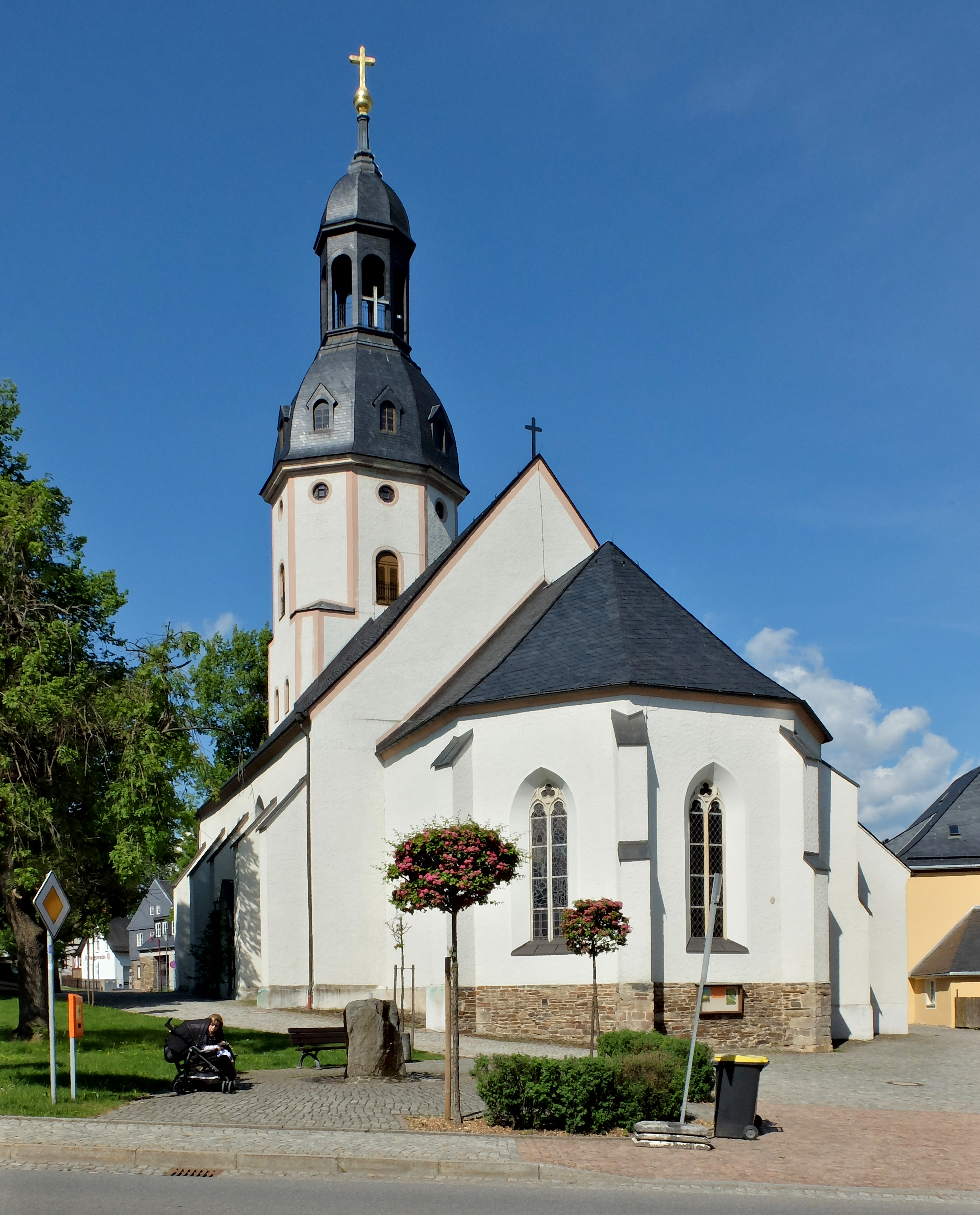
Kirche St. Ulrich zu Schlettau (2018)

Die St.-Ulrich-Kirche zu Schlettau ist die evangelische Stadtkirche in Schlettau im Erzgebirgskreis im Freistaat Sachsen. Sie gehört zur Evangelisch-Lutherischen Landeskirche Sachsens. Die Kirche ist ein Wahrzeichen des Ortes.

## Geschichte und Architektur
Schlettaus älteste urkundliche Erwähnung stammt von 1351. Vermutlich gab es zu dieser Zeit eine Kapelle. Sie stand mit hoher Wahrscheinlichkeit am Standort der heutigen Kirche. Zum Kirchspiel Schlettau gehörten lange Zeit die Dörfer Walthersdorf (heute noch eingepfarrt), Cunersdorf, Sehma und Cranzahl – daher entstand bald die heutige Kirche. Wie und wann sie zu ihrem Namen St.-Ulrich-Kirche kam, ist nicht überliefert.
Schlettau und die genannten Dörfer samt Königswalde gehörten kirchlich bis zur Einführung der Reformation zum Erzbistum Prag. Die Grenze zwischen den sächsischen Bistümern Meißen und Naumburg einerseits und dem Erzbistum Prag andererseits verlief bei Hermannsdorf nahe der Finkenburg.
Der Altarraum der St.-Ulrich-Kirche ist mit hoher Wahrscheinlichkeit die Vorgänger-Kapelle. Im Dreißigjährigen Krieg blieb sie unbeschädigt. 1659 fielen Kirche und Pfarrhaus dem Stadtbrand zum Opfer. Die vom sächsischen Kurfürsten Johann Georg II. genehmigte Kollekte trug wesentlich zum schnellen Wiederaufbau bei.
Der Sakralbau ist eine spätgotische dreischiffige Hallenkirche mit vier Jochen, die barock überformt wurde. Der verputzte Bruchsteinbau mit 3/8-Schluss hat einen hoher West-Kirchturm. Das Gotteshaus ist baugeschichtlich, künstlerisch und ortsbildprägend von Bedeutung.
Der damals baufällige Altarraum wurde 1889 abgerissen. In dessen Gruft fanden sich zwei steinerne Gedenktafeln des Ritterobersten Wolf Tiefstetter und dessen Frau aus dem Jahre 1572, die Särge einiger Oberforst- und Wildmeister sowie mehrerer Pfarrer aus dem 17. Jahrhundert.
Jüngere Vergangenheit

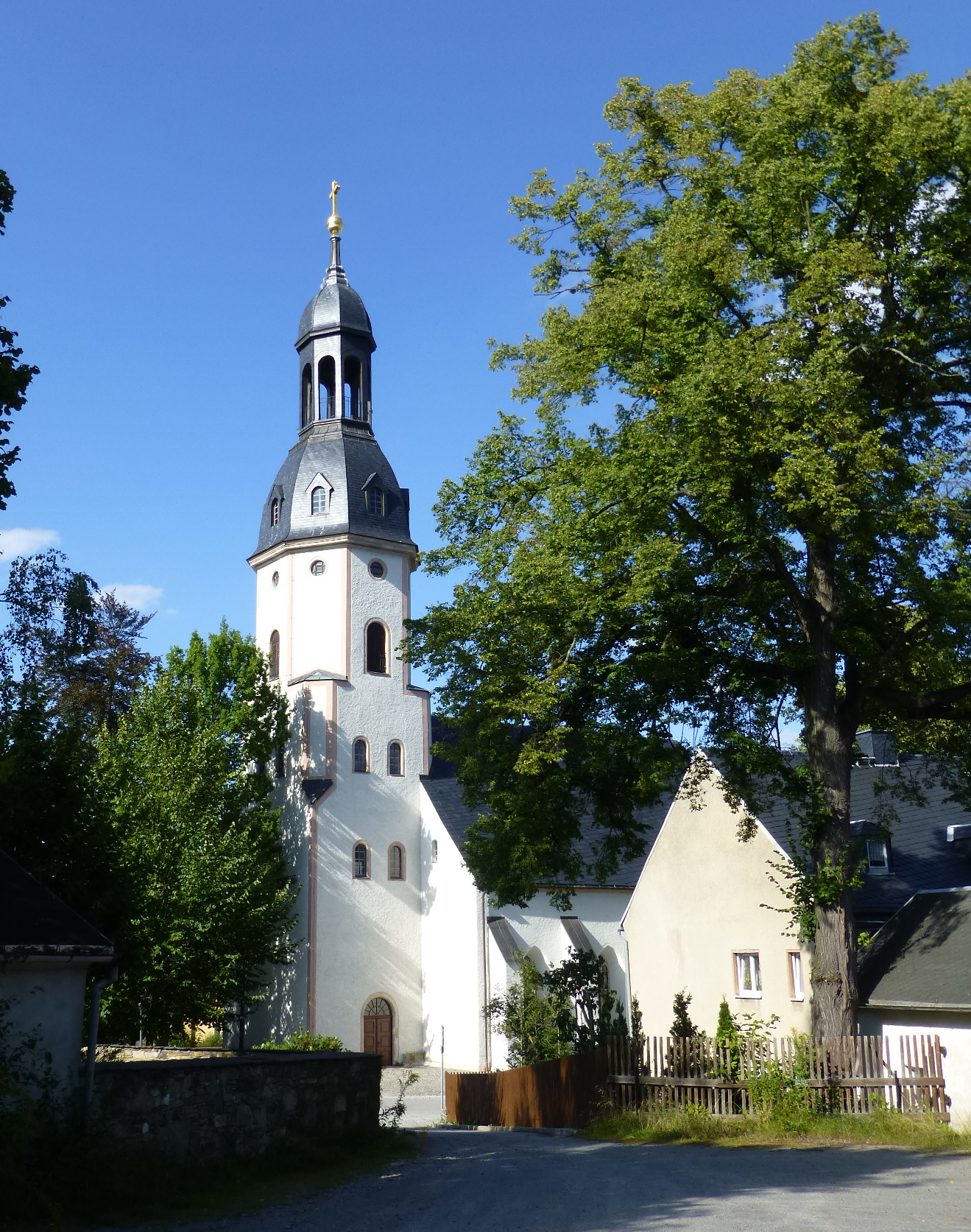
Seitenansicht (2014)

1966 begann die Innenrenovierung, bei der Malereien von 1662 wiederentdeckt wurden. Daraufhin wurde die Kirche originalgetreu restauriert; Kanzel und Altar wurden erneuert. Ab 1992 folgten weitere Sanierungs- und Werterhaltungsarbeiten am Bauwerk. Von 1994 bis 1996 wurde der Dachstuhl saniert und Kirchenschiff und Altarraum neu gedeckt. Ab 1992 wurden nach und nach die Bleiglasfenster und Sandsteingewände restauriert. 1998 wurden die Grundmauern trockengelegt, auch wurden die Außenseiten des Kirchenschiffes und des Chorraumes verputzt. Diese Arbeiten wurden möglich dank wesentlicher finanzieller Hilfe von der öffentlichen Hand und von kirchlichen Institutionen.

## Ausstattung
Der Altar ist ein Geschenk von 1668 des aus Schlettau gebürtigen Pfarrers zu Regensburg, David Wendler. Die Kanzel ist ein Geschenk von 1682 des damaligen Bürgermeisters Johann Adolph Jungmichel.
Die barocke Ausstattung stammt aus den 1660er Jahren, die Buntglasfenster vom Ende des 19. Jahrhunderts.
Die zweijährige Renovierungsarbeit zwischen 2015 und 2016 betraf auch die Gewölbe-Ausmalung von 1662 als Himmelswiese.

## Kirchturm

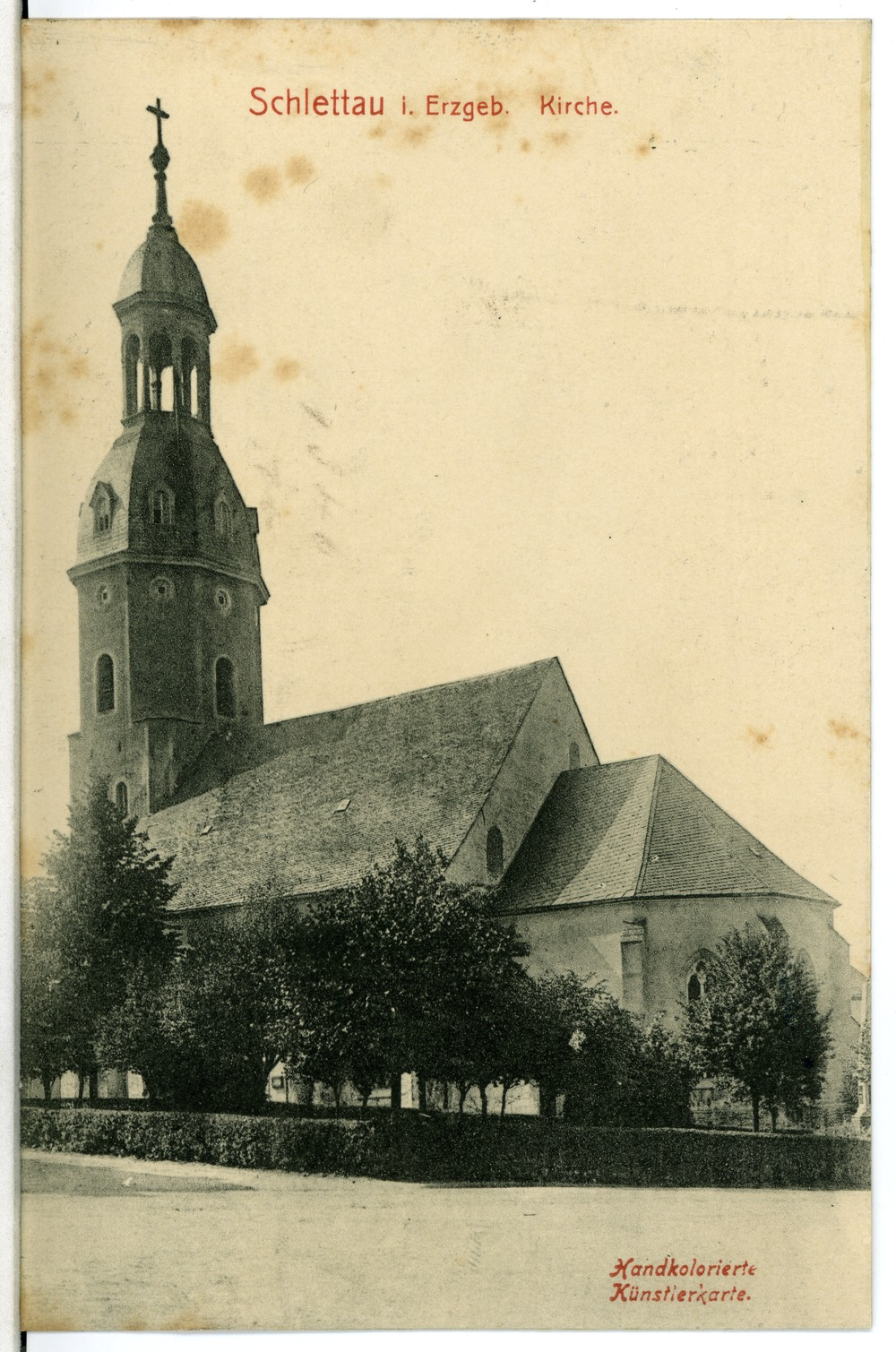
Ansicht von 1910

Der Kirchturm war ursprünglich niedriger als heute. Beim Stadtbrand 1659 wurde er ein Raub der Flammen. 1708 traf ein Blitzschlag den Kirchturm, das ausgelöste Feuer vernichtete auch Pfarrhaus, Schule, Rathaus und 95 angrenzende Bürgerhäuser. 1723 wurde der Turm wieder aufgebaut. 1842 musste er abgetragen und neu aufgebaut werden. Am Kirchturm erfolgte 1993 eine Generalinstandsetzung.

## Orgel
1889 schuf Richard Kreutzbach die Orgel. Sie umfasst 23 Registern auf Schleifladen mit pneumatischer und mechanischer Tontraktur und pneumatischer Registertraktur. Sie wurde 1937 von der Firma Orgelbau A. Schuster & Sohn aus Olbersdorf bei Zittau auf 41 Register erweitert und mit elektropneumatischer Ton- und Registertraktur ausgestattet.
Das Instrument wurde mit einem technischen Neubau vom Unternehmen Vogtländischer Orgelbau Thomas Wolf technisch weitestgehend und klanglich konsequent zurückgeführt. Das Instrument hat nun 28 Register auf zwei Manualen und Pedal.
Die aktuelle Disposition lautet:
| I Hauptwerk C–f3 |        |                    |
| Bordun           | 16′    | original           |
| Principal        | 08′    | Rekonstruktion     |
| Hohlflöte        | 08′    | Rekonstruktion     |
| Rohrflöte        | 08′    | original           |
| Viola di Gamba   | 08′    | Rekonstruktion     |
| Octave           | 04′    | Teilrekonstruktion |
| Gemshorn         | 04′    | Teilrekonstruktion |
| Quinte           | 02 ⁄3′ | original           |
| Octave           | 02′    | original           |
| Cornett 3-4fach  | 02 ⁄3′ | Rekonstruktion     |
| Mixtur 4fach     | 01 ⁄3′ | Rekonstruktion     |
| Trompete         | 08′    | Rekonstruktion     |

| II Hinterwerk C–f3 |        |                        |
| Gedackt            | 8′     | original (*)           |
| Flauto amabile     | 8′     | Teilrekonstruktion (*) |
| Salicional         | 8′     | Schuster 1937 (*)      |
| Vox coelestis      | 8′     | von Schuster 1937 (**) |
| Fugara             | 4′     | Teilrekonstruktion (*) |
| Hohlflöte          | 4′     | original (*)           |
| Nasat              | 2 ⁄3′  | neu (**)               |
| Piccolo            | 2′     | Teilrekonstruktion (*) |
| Terz               | 1 3⁄5′ | neu (**)               |
| Harm. aeth. 3fach  | 2′     | neu (**)               |
| Oboe               | 8′     | von Schuster 1937 (**) |
| Krummhorn          | 8′     | von Schuster 1937 (**) |
| Tremulant          |        |                        |

| Pedal C–f1 |     |                    |
| Subbaß     | 16′ | original           |
| Violonbaß  | 16′ | Teilrekonstruktion |
| Octavbaß   | 08′ | original           |
| Flötenbaß  | 08′ | original           |
| Posaune    | 16′ | original           |

(*): auf originaler Schleiflade
(**): auf neuer Zusatzlade
- Koppeln: Koppelmanual III/II, Pedalkoppel II/P, Pedalkoppel III/P
  - Suboctavkoppel III/II
- Spielhilfen: Crescendowalze, Heuss-Setzerkombination MP 98 mit 4000 Kombinationen, Sequenzer vor- und rückwärts, USB-Schnittstelle

## Geläut
Die Kirche von Schlettau hat ein Glockengeläut aus vier Kirchenglocken mit der Tonfolge des’ (Bronze-Glocke, Schilling (Glockengießerfamilie), 1989) sowie f’, as’ und b’ (Schilling & Lattermann, von 1919).

## Sage
Ein Stein in der Außenwand der Kirche Schlettau soll das Gesicht eines Mönchs zeigen, wie die ursprünglich von Widar Ziehnert überlieferte, gereimte Sage Das Mönchsgesicht an der Kirche zu Schlettau aus der Zeit um 1520 erzählt:

„An der östlichen Außenseite der Kirche zu Schlettau befindet sich etwa acht Ellen von der Erde ein Stein in der Mauer, der angeblich, ohne von Menschenhänden bearbeitet zu sein, einem Mönchsgesicht täuschend ähnlich sieht. Das Volk erzählt sich von demselben folgende wunderbare Geschichte. Um das Jahr 1520 war Johannes Küttner (oder Kottne), ein Bruder des Grünhayner Abtes Georg Küttner, Pfarrer zu Schlettau (und zwar der letzte katholische Geistliche daselbst). Da begab es sich, daß einst in stiller Mitternacht, als dieser noch eifrig in den Kirchenvätern studirte, ein bleicher Schatten vor ihn hintrat und also sprach: ‚Fürchte Dich nicht, ich bin der Geist eines Deiner Vorgänger, der vor nunmehr 100 Jahren, als die Hussiten in der Nähe waren, ein silbernes Crucifix um Mitternacht in die Kirchmauer vergrub, wo es noch ist: ich ward am nächsten Morgen von den wilden Ketzern erschlagen und bin jetzt gekommen, um Dich aufzufordern, das heilige Kreuz wieder an seinen frühern Ort auf den Altar zu stellen. Du wirst den Fleck, wo es vermauert ist, leicht erkennen, denn es wird sich Deinem Auge ein Lichtschein zeigen und da, wo derselbe erglänzt, schlage ein, und Du wirst es sogleich entdecken!‘ Damit verschwand er, der fromme Pfarrer aber eilte in die Kapelle, wo der Sacristan ihn zur Messe bereits erwartete. Diesem theilte er das Erlebte mit und hieß ihn am folgenden Mittag mit Hammer und Spitzhaue zur Hand zu sein, um das Crucifix aus seinem Verstecke heraus zu nehmen. Kaum war aber der Pfarrer wieder weggegangen, so versuchte der Böse das dem Geize an sich schon zugewendete Herz des Sacristans, er beschloß auf der Stelle den Versuch zu machen, das Crucifix zu entdecken, den Raub auf die Seite zu schaffen und dann den Fleck möglichst gut wieder auszubessern, damit man von dem geschehenen Diebstahl nichts gewahren möge. Nach kurzem Suchen fand er auch das Lichtlein und als er an der Stelle, die hohl klang, einschlug, blinkte ihm auch das Silber entgegen, allein er hatte bei dem Schlage das eherne Bildniß des Heilands mit zerschlagen. Da fuhr auf einmal ein Donnerschlag vom Himmel herab und die Kirchenglocken fingen von selbst an Sturm zu läuten. Der Pfarrer fuhr aus dem Schlummer empor, er eilte herab und fand schon eine Menge Volk um die Kirche versammelt, weil man glaubte, dieselbe stehe in Flammen. Als die Thüren geöffnet wurden, fand man zwar dieselbe ganz hell, aber nirgends sah man Feuer, wohl aber lag der Tempelräuber zerschmettert neben dem herabgestürzten Crucifix am Boden. Doch war sein Kopf vom Rumpf wie abgehauen, und als man nach demselben suchte, fand man ihn an derselben Stelle in der Mauer, wo das Crucifix eingemauert gewesen war. Der tiefbetrübte Pfarrer ließ nun das zerschlagene Bild des Heilands aus seinen Trümmern zusammensuchen und den Körper des Verbrechers aus der Kirche fortschaffen und befahl, den Kopf desselben nach Morgen zu in der Mauer zum ewigen Gedächtniß einzumauern. Als aber der Tag anbrach, da sah man das bleiche Gesicht des Sacristans von selbst zum Stein geworden aus der Mauer heraussehen, und dort steht es noch, denn es läßt sich weder übertünchen noch vermauern, ja man erzählt, daß es oft Thränen vergieße und allemal, wenn dem Städtchen Gefahren drohen, in gelbem Lichte leuchte.“

## Pfarrer
Erster lutherischer Geistlicher, der in Schlettau 1528 predigte, soll Balthasar Loy gewesen sein; Luther hatte ihn von Wittenberg nach Schlettau geschickt. Davon abweichend ist in der folgenden Pfarrer-Übersicht mit der Jahreszahl 1522 Johann Küttner als erster lutherischer Geistlicher benannt.
1555 bekam Cranzahl seine Kirche, 1673 wurden Sehma und Cunersdorf eigene Kirchgemeinden. Daher hatte Schlettau bis 1673 zwei Pfarrer (bzw. Pfarrer und Diakon).
Für die Kirche zu Schlettau sind in pfarrerbuch.de Pfarrer und Diakone verzeichnet.
Pfarrer
- 1522: Johann Küttner
- 1529: Johann Caper
- 1529: Balthasar Loy
- 1533: Thomas Fleck
- 1547: Nikolaus Böhme
- 1549: Johann Kromeyer
- 1575: Sebastian Günther
- 1577: Elias Lyttich
- 1591: Egidius Schumann
- 1592: Adam Schrot
- 1593: Wolfgang Heldt
- 1594: Nikolaus Andreae
- 1600: Valentin Metzler
- 1608: Georg Becker
- 1614: Johann Uhlich
- 1654: Samuel Märker
- 1657: Johann Samson
- 1673: Johann Schellenberger
- 1677: Christopherus Tauscher
- 1690: Andreas Vogler
- 1709: Johann Christoph Schmidt
- 1728: Christian Heinrich Zeis
- 1761: Benjamin Gottfried Wild
- 1762: Johann Christian Schilling d. J.
- 1786: Johann Christoph Walther
- 1799: Karl Christian Herrmann
- 1822: Friedrich August Thierfelder
- 1828: Johann Gottlieb Ziehnert
- 1851: Theodor Herrmann Blumenau
- 1877: Christian Friedrich Schmidt
- 1892: Clemens Eduard Müller
- 1910: *Ernst Moritz Führer
- 1917: Johannes *Gotthard Bitterlich
- 1928: Hermann Wilhelm *Kurt Scheffel
- 1933: Friedrich August Albert Max *Gerhard Richter
- 1953: Friedrich *Ernst Quosdorf
- 1965: Karl-Hermann Kandler
- 1985: Gottfried Martin
- 2000: Sören Lange
- 2012: Diethelm Eckhardt[14]

## Varia
- Die Kirche Schlettau ist eine Offene Kirche: Sie ist täglich von 9 bis 18 Uhr zugänglich.[15]
- Zur Kirchgemeinde gehört die Kantorei St. Ulrich.
- Vom Kirchturm sendet eine Webcam Aufnahmen ins Internet.[16]
- Die Kirche zu Schlettau ist eine der wenigen Kirchen, nach der ein hochprozentiges alkoholisches Erzeugnis benannt ist: Der St. Ulrich Kräuterbitter des Spirituosen-Herstellers aus Schlettau verdankt seinen Namen der benachbarten Kirche.[17]